# Mihrimah Sultan
Mihrimah Sultan (turco ottomano: مهرماہ سلطان, lett. "sole e luna" o "luce della luna"; Costantinopoli, 1522 – Costantinopoli, 25 gennaio 1578) è stata una principessa ottomana, unica figlia femmina di Solimano il Magnifico e Hurrem Sultan. È ricordata come la principessa ottomana più potente della storia e figura di spicco del Sultanato delle donne. In Europa, era nota come Sultana Cameria, mentre alla corte ottomana divenne nota come Büyük Sultan (la Gran Sultana).

## Biografia
Mihrimah nacque nel 1522 nel Palazzo Vecchio a Costantinopoli, da Solimano il Magnifico, sultano ottomano, e Hürrem Sultan, sua favorita e futura Haseki e moglie legale. Era la seconda figlia della coppia e unica femmina. La sua nascita fu un evento eccezionale: sua madre l'anno prima aveva dato al sultano un maschio, Şehzade Mehmed, e, da oltre un secolo, la tradizione imponeva che ogni concubina mettesse al mondo un solo maschio, dopo la cui nascita la concubina smetteva di dividere il letto del sultano. Questo per far sì che il potere delle singole madri reali fosse parificato e limitato. Hürrem, invece, dopo aver avuto Mehmed ebbe altri cinque figli, di cui quattro maschi (Şehzade Abdullah, Selim II, Şehzade Bayezid, Şehzade Cihangir), oltre alla stessa Mihrimah.  
Oltre ai fratelli, Mihrimah aveva anche un fratellastro maggiore, Şehzade Mustafa, figlio maggiore sopravvissuto del padre e figlio di Mahidevran Hatun.  
Mihrimah crebbe sotto la cura attenta di sua madre, che la preparò eccezionalmente ai suoi doveri da principessa e a supportare i fratelli contro il fratellastro Mustafa, figlio di una precedente favorita, Mahidevran, nella lotta per il trono.   
In questa prospettiva il 26 novembre 1539 a Costantinopoli, all'età di diciassette anni, Mihrimah Sultan sposò Rüstem Pasha, che venne nominato governatore di Diyarbakır e, più tardi, Gran Visir di Solimano. 
Mihrimah si distinse come sostenitrice delle arti e viaggiò a lungo a seguito di suo padre, fino alla morte di suo marito. Si 
discostò molto dal modello abituale delle principesse imperiali della storia ottomana: era attiva negli affari politici, all'estero ed aveva accesso a notevoli risorse economiche. Inoltre divenne capo del harem durante il regno di suo fratello Selim. Era conosciuta come la Byuk Sultan, la Gran Principessa, e godeva dello stipendio più alto mai concesso a una principessa, 600 aspri al giorno. Per tutto questo, viene ricordata come la più potente principessa della storia ottomana. 

### Affari politici
Mihrimah viaggiò in tutto l'Impero ottomano con il padre, mentre questi visitava le sue terre e ne conquistava di nuove.
La storia popolare tramanda la controversa rivalità di Mihrimah con il  fratellastro Mustafa. Insieme alla madre e al marito, impedì la sua ascesa al trono benché Mustafa fosse sostenuto dai giannizzeri. Sebbene non vi sia alcuna prova del coinvolgimento diretto di Hürrem o di Mihrimah, fonti ottomane e no indicano che era opinione diffusa che i tre si fossero alleati per eliminare Mustafa dalla corsa al trono, in modo da assicurare il regno al figlio di Hürrem e fratello di Mihrimah, Bayezid. Mustafa fu giustiziato per ordine del padre nel 1553, durante la campagna contro la Persia.
Mihrimah divenne anche consigliere di suo padre, il suo confidente e il suo parente più prossimo, soprattutto dopo la morte di sua madre e di altri parenti e familiari di Solimano.  Mihrimah esortò il sultano a intraprendere la conquista di Malta e inviando lettere per lui quando egli era assente dalla capitale.

### Eredità
Oltre ad avere un'intelligenza politica, Mihrimah aveva anche l'accesso a ingenti risorse economiche e spesso finanziava grandi progetti architettonici, i più famosi dei quali sono i due complessi di moschea a Istanbul che portano il suo nome, entrambi progettati dal capo architetto di suo padre, Mimar Sinan: la Moschea di Mihrimah Sultan e la Moschea di Mihrimah. Promise di costruire 400 galee a sue spese per incoraggiare Solimano nella sua campagna contro Malta. Quando suo fratello salì al trono come Selim II, lei gli prestò circa 50 000 sovrani d'oro per soddisfare ai suoi bisogni immediati.

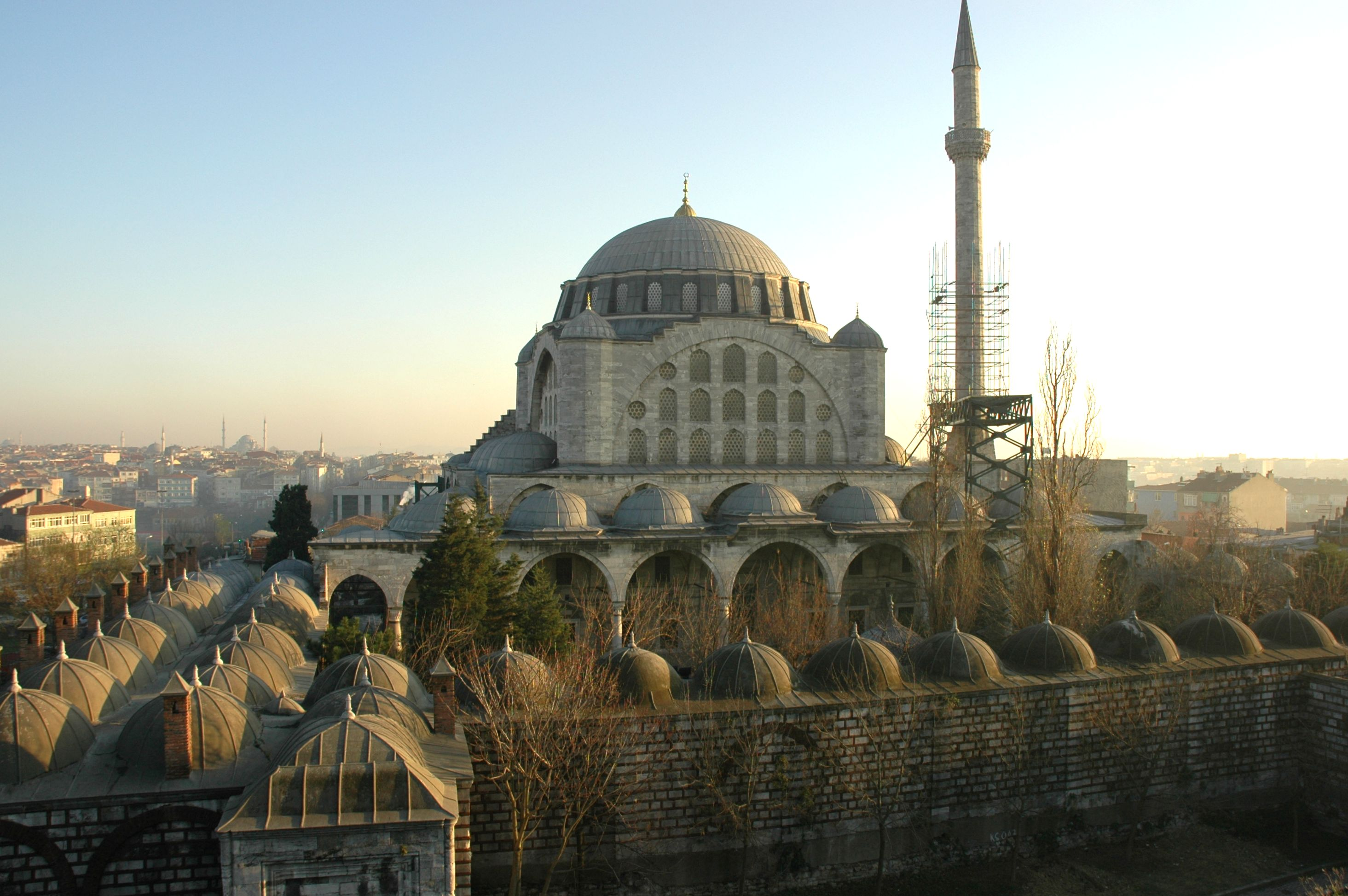
Moschea di Mihrimah, Istanbul.

## Discendenza
Dal suo matrimonio con Rüstem Pascià (1539) ha avuto almeno due figli, una femmina e un maschio:
- Ayşe Hümaşah Sultan (Costantinopoli, 1541– Costantinopoli, 1598). Sposata tre volte, ebbe dal primo marito cinque figli e cinque figlie.
- Sultanzade Osman Bey (Costantinopoli, 1546 – Costantinopoli, 1576). Sepolto insieme a suo padre nel suo mausoleo, all'interno della moschea di Şehzade.

Le è attribuito, ma senza consenso storico, almeno un altro figlio. 
È inoltre riportato che, nel 1554, Mihrimah subì un aborto spontaneo che quasi le costò la vita.

## Morte
La sorte di Mihrimah divenne incerta dopo la morte di Selim nel 1574 e la salita al trono di suo nipote Murad III. Mihrimah potrebbe aver perduto tutto il suo potere, ritirandosi presso l'Antico Palazzo. Un'altra teoria dice che Mihrimah mantenne la sua posizione presso il palazzo Topkapı, continuando a condividere il suo potere con Nurbanu Sultan, Valide Sultan del nuovo sultano Murad III.
Mihrimah morì a Costantinopoli il 25 gennaio 1578 durante il regno di suo nipote Murad III, sopravvivendo a tutti i suoi fratelli. Fu sepolta nel complesso della moschea di Solimano (Suleymaniyyè).

## Nella cultura di massa
- Nella serie TV Muhteşem Yüzyıl, il personaggio di Mihrimah è interpretato dall'attrice Pelin Karahan.
- Nel romanzo La città ai confini del cielo di Elif Şafak (2014), ne è un personaggio centrale.
- Mihrimah compare in vari romanzi dedicati alla figura di Solimano il Magnifico e Hürrem Sultan, fra cui La magnifica dell'harem di Isaure de Saint-Pierre, Il papa venuto dall'Inferno di Antonio Forcellino e The lion house di Christopher de Bellaigue.